# Elbibane
Elbibane (franska: Elbibane (CR), Elbibane (Commune Rurale), arabiska: تابودة) är en kommun i Marocko.   Den ligger i provinsen Taounate och regionen Fès-Meknès, i den nordöstra delen av landet, 190 km öster om huvudstaden Rabat. Antalet invånare är 6 593.